# Spegel, Spegel (TV-serie)
Spegel, Spegel (engelska: Mirror, Mirror) är en australisk-nyzeeländsk TV-serie för barn och ungdomar från 1995. Serien har visats på SVT, första gången julhelgen 1996-1997 som en del i programmet Jullovsmorgon och även senare på Barnkanalen.
Ledmotivet Far far away skrevs av Chris Harriott (musik) och Dennis Watkins (text) och sjöngs av Nadine Weinberger.
I centrum för handlingen står tonåringen Jo (Josefine) som genom en magisk spegel kan resa genom tiden, bland annat träffar de Louisa, en jämngammal flicka från år 1919, som även hon äger samma spegel. Tillsammans upplever de ett äventyr.

## Handling
Jo Tiegan är 14 år och bor i Nya Zeeland. Hon går i en skola där hennes mamma Catherine arbetar som rektor, hennes pappa Andrew försöker sig på att göra karriär som barnboksförfattare. Hennes lillebror Royce är uppfinningsrik men använder mest sina robotar och radiostyrda bilar för att busa.
Jo och hennes pappa, som letar efter en antik skrivmaskin, besöker en antikvitetsbutik där de träffar den gamla mannen som driver butiken. Jo dras direkt till en ståtlig pigtittare. Butiksägaren ger henne spegeln helt gratis, och följer med dem hem för att ställa den på rätt plats, placeringen är väldigt viktig säger han.
Senare på kvällen då Jo vänder sig mot spegeln får hon en chock, då hon inte ser sin spegelbild i den utan en skimrande, rörlig bild av en annan flicka. De kan tala med varandra genom spegeln, och den andra flickan skriver på ett papper att hon heter Louisa. När Jo med en tuschpenna ska skriva sitt namn på glaset sjunker hennes hand istället genom spegeln, varpå de hör varandra bättre. Louisa blir snart tvungen att gå därifrån, och Jo lägger sin hand mot spegeln igen. Hon sugs då in i spegeln och hamnar i rummet hon nyss såg genom glaset, som ser ut att vara hennes eget rum, men i en helt annan tid. När hon kikat runt lite förstår hon att hon är i samma rum, men inte år 1995 - utan år 1919. Spegeln har skapat en länk mellan tiderna som fungerar endast om den står på exakt samma ställe i bägge tiderna.
Samtidigt, 1995, händer någonting vid den arkeologiska utgrävning som Jos skola anordnat. I en brunn man grävt ut hamnar i samma ögonblick som Jo passerar genom tidslänken en tunna med en giftsymbol på som inte fanns där innan.
Jo blir snart tvungen att passera igenom spegeln igen och kommer hem till sin egen tid. Hon försöker få sin bästa vän Tama, en vetenskapsstudent, att tro på historien, men han är svår att övertyga. Dock tror han på det då Jo visar hur spegeln kan fungera, men han fortsätter tvivla eftersom han själv inte klarar att gå igenom den.
Dagen efter har ett par av deras skolkamrater, Mia och Jesse, klättrat ner i brunnen vid utgrävningen och hittat tunnan. Alla är förvånade eftersom den inte fanns där tidigare. Jade, en annan skolkamrat som inte gillar Jo, kastar surt ner ett verktyg i gropen och träffar då tunnan, som börjar läcka gift. Mia och Jesse blir förgiftade och hamnar på sjukhuset, Jo blir förtvivlad och hennes mamma Catherine får problem, eftersom det var hennes idé att anordna utgrävningen. Jade, som kastade verktygen, är dotter till en högt uppsatt medlem i skolans styrelse och för att rädda sitt eget skinn talar hon om för sin mamma att det var Jo som orsakade tunnans läckage. Styrelsen tror på Jades berättelse och det gör även Catherine ett tag, vilket inte förbättrar den redan dåliga relation hon och Jo haft sedan länge. Styrelsen gör sedan allt för att Catherine ska tvingas att lämna sin post.
När Jo får reda på att det stod ett årtal på tunnan, 1919, förstår hon att hela händelsen har att göra med att hon gått genom spegelns tidslänk. Hon har ändrat historiens gång. Därför bestämmer hon sig för att göra allt hon kan i den gångna tiden för att undvika att tunnan hamnar i brunnen, för om den aldrig hamnat där så kan den aldrig ha förgiftat Mia och Jesse. Detta visar sig bli lättare sagt än gjort, brunnen tillhörde 1919 Sir Ivor Creevy-Thorne, en förmögen man med stort inflytande hos maktens män. Han håller samtidigt en mystisk pojke i Jos och Louisas ålder fången i ett rum i sitt hus. Jo och Louisa försöker på olika sätt hitta tunnan och samtidigt ta reda på vem pojken hos Sir Ivor är.

## Rollista i urval
- Petra Jared - Jo (Josephine) Tiegan
- Michala Banas - Louisa Iredale
- Nicholas Hooper - Nicholas
- Peter Bensley - Andrew Tiegan
- Judith McIntosh - Catherine Guthrie Tiegan
- Michele Amas - Primrose Iredale
- Gerald Bryan - Joshua Iredale
- James Ashcroft - Tama Williams
- Jeffrey Walker - Royce Tiegan
- Jason Gascoigne - Titus Iredale
- Nicholas Hammond - Sir Ivor Creevy-Thorne
- Bernard Kearns - den gamla mannen
- Miriama Smith - Ani
- Judy Douglass - Mrs. Whitelaw
- Stephen Butterworth - Bellamy Frid
- Liza Jones - Jade Coigley
- Donna Akersten - Leonie Coigley
- David McKenzie - Dennis Coigley
- Eddie Campbell - Campbell
- Nicholas Leggett - Jesse
- Carly Neemia - Mia

### Fotnoter
1. ↑  http://smdb.kb.se/catalog/search?q=spegel%2C+spegel+typ%3Atv&sort=OLDEST